# جمناي 9 إيه

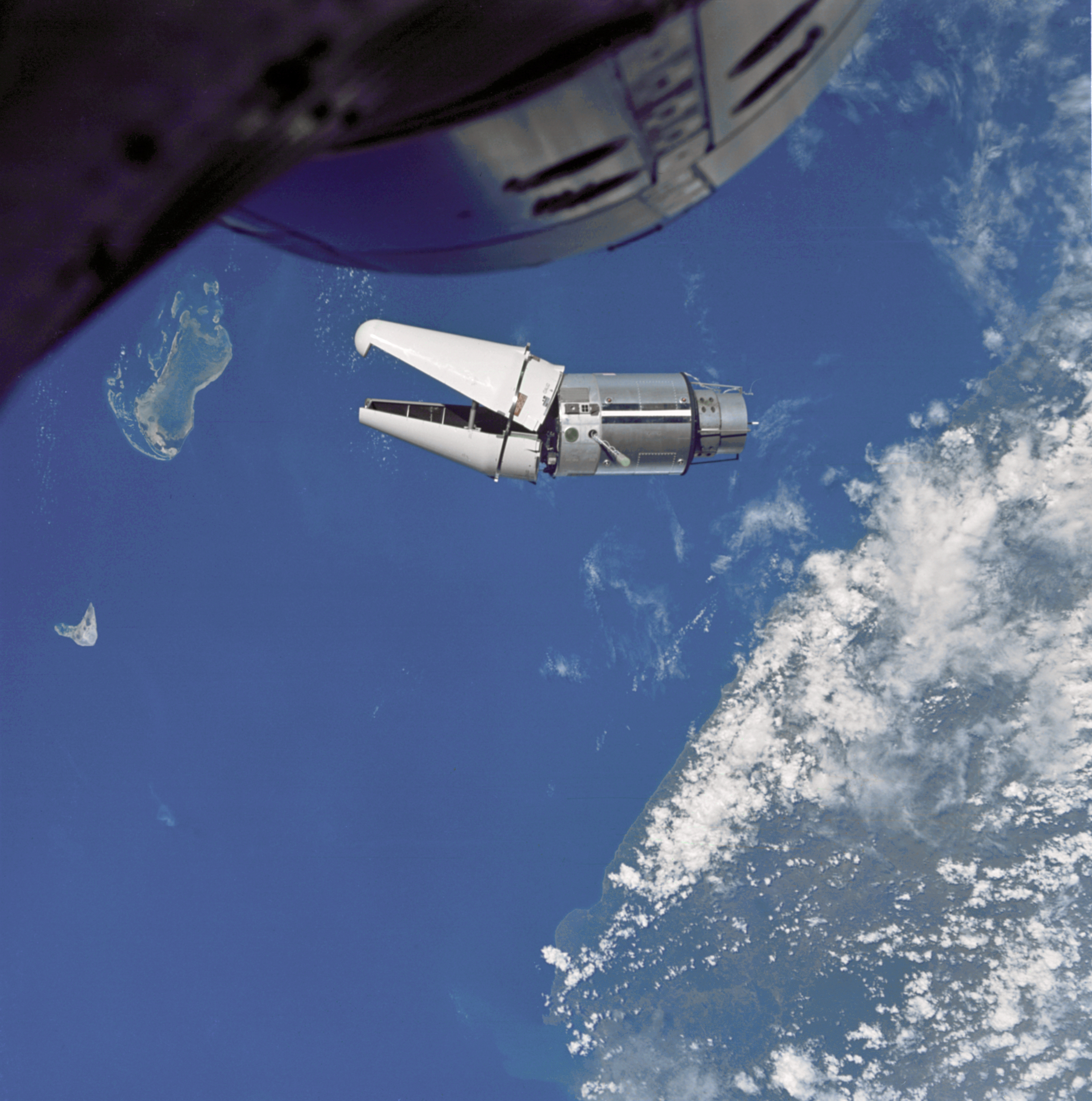
الالتقاء الفضائي بين جمناي 9 إيه وموائم الالتحام المعزز المستهدف (ADTA)، مع اكتشاف فشل انفصال الغطاء الخاص بمقدمة مركبة الالتحام المستهدفة

جمناي 9 إيه (بالإنجليزية: Gemini 9A)‏، عُرفت رسميًا باسم (Gemini XI-A)، وهي بعثة فضائية مأهولة عام 1966 ضمن برنامج جمناي الخاص بوكالة ناسا. كانت جمناي 9 إيه البعثة المأهولة السابعة ضمن برنامج جمناي، والبعثة الفضاية الأمريكية المأهولة رقم 13، كما أنها كانت الرحلة الفضائية رقم 23 بشكل عام، بما يشمل رحلات الطائرة الصاروخية إكس 15 التي تخطت ارتفاع مئة كيلومتر. تكون الطاقم الأصلي لبعثة جمناي 9 من الطيار القائد إليوت سي، والطيار تشالرز باسيت. وقُتل كلاهما إثر حادث للطائرة تي 38 تالون يوم 28 فبراير 1966، خلال رحلتهما الجوية على متنها إلى قاعدة طائرات ماكدونل في سانت لويس، ميزوري لفحص مركبتهما الفضائية. أدى وفاتهما إلى ترقية الطاقم الاحتياطي المكون من، توماس بي. ستافورد ويوجين كيرنان، ليكون الطاقم الرئيسي. أُعيدت تسمية هذه المهمة إلى جمناي 9 إيه بعد إلغاء عملية الإطلاق الأصلية التي خُطط أن تكون في يوم 17 مايو نفس العام؛ بسبب تدمر مركبة أجينا المستهدفة إثر عملية إطلاق فاشلة. أُطلقت البعثة يوم 3 يونيو 1966، بعد إطلاق نسخة احتياطية للمركبة المستهدفة، وهي موائم الالتحام المعزز المستهدف (ADTA). نجح ستافورد وكيرنان في الالتقاء الفضائي بهذه المركبة، ولكنهما لم يتمكنا من الالتحام بها بسبب عدم انفصال الغطاء الخاص بمقدمة مركبة الالتحام المستهدفة (ADTA)؛ نتيجةً لخلل في تجهيزات إطلاق المركبة. أجرى كيرنان نشاطًا خارج المركبة (EVA) لمدة ساعتين، وكان من المخطط أن يختبر الطيران الحر خلال هذه المدة باستخدام حزمة صاروخية مستقلة، وهي وحدة مناورة رواد الفضاء للقوات الجوية الأمريكية. لم يتمكن كيرنان من تحقيق هذه المهمة بسبب الإجهاد، والإرهاق، والسخونة الشديدة.

## الطاقم

### الطاقم الرئيسي الأصلي
| رائد الفضاء                                                          | المركز    |
| -------------------------------------------------------------------- | --------- |
| إليوت إم. سي الابن كان من المخطط أن تكون رحلته الفضائية الأولى       | طيار قائد |
| تشارلز إيه. باسيت الثاني كان من المخطط أن تكون رحلته الفضائية الأولى | طيار      |
| توفي الطاقم إثر حادث جوي قبل موعد الإطلاق بأربعة أشهر                |           |

في يوم 28 فبراير 1966، انطلق سي وباسيت على متن طائرتهما من تكساس إلى سانت لويس (ميزوري) لفحص مركبتهما الفضائية، جمناي 9، في قاعدة طائرات ماكدونل. كانت الأحوال الجوية في مطار لامبرت سيئةً للغاية، ما أدى إلى اصطدام سي بأحد مباني التجهيز التابعة للمصنع في أثناء مناورة الهبوط والاقتراب البصري، محطمًا طائرته ليلقَ الطاقم مصرعه في الحال. وبالتالي، ترقى الطاقم الاحتياطي ليصبح الطاقم الرئيسي للبعثة، وهي المرة الأولى التي يحدث فيها هذا الإجراء منذ رحلة ميركوري-أطلس 7 عام 1962.

### الطاقم الاحتياطي الأصلي والطاقم الرئيسي الجديد
| رائد الفضاء                                                                               | المركز    |
| ----------------------------------------------------------------------------------------- | --------- |
| توماس بي. ستافورد الرحلة الفضائية الثانية                                                 | طيار قائد |
| يوجين إيه. سيرنان الرحلة الفضائية الأولي                                                  | طيار      |
| الطاقم الاحتياطي للمهمة الأصلية تقرر تعيينهم لقيادة المهمة بعد وفاة الطاقم الرئيسي الأصلي |           |

### الطاقم الاحتياطي الجديد
| رائد الفضاء                                  | المركز    |
| جيمس إيه. لوفل الابن                         | طيار قائد |
| إدوين إي. «بز» ألدرن الابن                   | طيار      |
| سيُصبح هذا الطاقم طاقمًا رئيسيًا لبعثة جمناي 12 |           |

استلزمت ترقية ستافورد وكيرنان من الطاقم الاحتياطي إلى الطاقم الرئيسي تشكيل طاقم احتياطي جديد. في البداية، كان جيم لوفل وبز ألدرين طاقمًا احتياطيًا لبعثة جمناي 10. وكانت هذه الترقية أمرًا فارقًا بالنسبة لبز ألدرن، إذ كان نظام التناوب القياسي يجعل من طاقم بعثة جمناي 10 الاحتياطي طاقمًا رئيسيًا لبعثة ما غير موجودة بعد بعثة جمناي 12؛ فكان نظام تناوب الأطقم يقتضي أن يصبح الطاقم الاحتياطي لإحدى البعثات طاقمًا رئيسيًا للبعثة الثالثة بعد هذه البعثة. وبانتقاله إلى الطاقم الاحتياطي لبعثة جمناي 9، تمكن ألدرن من الطيران ضمن طاقم بعثة جمناي 12 الرئيسي، وكان لهذه البعثة دور كبير في اختيار بز ألدرن ضمن طاقم بعثة أبولو 8 الاحتياطي، ليصبح بعد ذلك ضمن طاقم أبولو 11 الرئيسي، ما جعله في النهاية ثاني من سار على سطح القمر.
ترجمة تعليق الصورة بالفقرة: الطاقم الرئيسي الأصلي لمهمة جمناي 9: إليوت سي وتشارز باسيت.

## بيانات البعثة

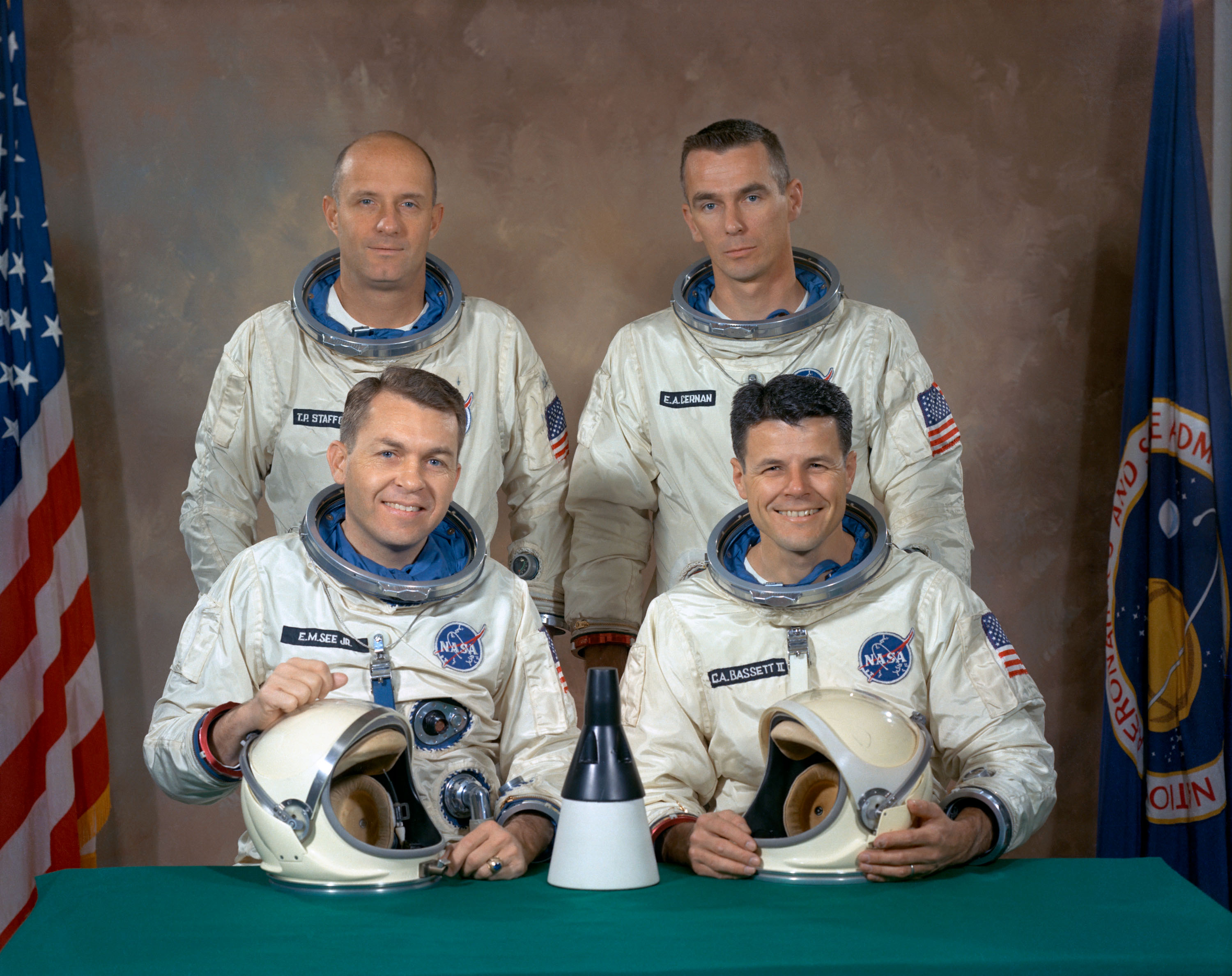
الطاقم الرئيسي لجمناي 9 (الصف الأمامي من اليسار إلى اليمين): إليوت سي، وتشارلز باسيت؛ والطاقم الاحتياطي (الصف الخلفي من اليسار إلى اليمين): توم ستافورد، وجين كيرنان.

- الكتلة: 3750 كيلوغرامًا
- الحضيض المداري: 158.8 كيلومتر
- الأوج المداري: 266.9 كيلومتر
- الميل المداري: 28.91°
- الفترة المدارية: 88.78 دقيقة

### أول التقاء فضائي
- 3 يونيو 1966 – 17:45 إلى 18:00 حسب التوقيت العالمي المنسق UTC

### السير في الفضاء
بواسطة كيرنان
- البدء: 5 يونيو 1966 – 15:02:00 UTC
- الانتهاء: 5 يونيو 1966 – 17:09:00 UTC
- المدة: ساعتان وسبع دقائق

## الأهداف
كان الهدف الأول للبعثة الالتحام بمركبة أجينا المستهدفة (ATV)، وتحقق هذا الهدف لأول مرة في بعثة جمناي 8. لم يتمكن الطاقم من تحقيق هذا الهدف بسبب خلل في تجهيزات إطلاق المركبة المستهدفة.
كان الهدف الثاني للبعثة تنفيذ نشاط خارج المركبة (EVA)، أو «السير في الفضاء»، بواسطة طيار المقعد الأيمن للمركبة. كانت الخطة تبدأ بانتقال الطيار إلى مؤخرة المركبة الفضائية، ثم يربط نفسه بأحزمة وحدة مناورة رواد الفضاء للقوات الجوية (AMU)، وهي «حزمة صاروخية» تسمح للطيار بالتحليق خارج الكبسولة مع التحكم في حركته بشكل مستقل عن نظام دعم الحياة بالكبسولة الفضائية. لم يتمكن كيرنان من استخدام وحدة المناورة بسبب إصابته بإجهاد قلبي شديد، بالإضافة إلى السخونة الشديدة والإرهاق خلال النشاط خارج المركبة.
كان الهدف الثالث للبعثة إجراء سبع تجارب علمية، بما يشمل تجربةً طبيةً كانت تقيس تفاعل رواد الفضاء مع الإجهاد من خلال قياس امتصاص وإخراج السوائل قبل، وخلال، وبعد الرحلة الفضائية.
ترجمة تعليق الصورة بالفقرة: إطلاق جمناي 9 إيه من مجمع الإطلاق رقم 19.